# El Flaquer
El Flaquer és un edifici situat a la carretera B-1413, al quilòmetre 1,8, a 500 metres del municipi de Sant Feliu de Codines, a la comarca del Vallès Oriental, a Catalunya. Aquesta obra arquitectònica està inclosa en l'Inventari del Patrimoni Arquitectònic de Catalunya.

## Descripció
Edifici de composició complexa. Està integrat per diversos cossos que s'agrupen al voltant de dos patis centrals tancats. Les façanes són de pedra. El portal d'entrada és de pedra amb arc de mig punt adovellat. Les cobertes són a dues vessants. Hi ha una sèrie d'edificis separats del conjunt de la casa que han estat construïts recentment amb uralita i ciment. Consten d'una sola planta i la coberta és a una vessant.

## Història
Abans del s. XV no trobem documentació relativa a aquest Mas. El Mas agafa el nom dels seus propietaris. El "Memorial" de 1410 registra el fogatge de "En Flaquer" i se cita a Marc Flaquer, pare de Joan Flaquer, que vivia el 1491 i que apareix en els Fogatges del s. XVI i a l'estadística de 1516: "Primo Juan Flaquer". L'any 1835, data esculturada sobre la llinda de la porta, es van fer reformes notables de l'edifici. En els darrers anys s'han construït unes naus de ciment i uralita apartades del conjunt de la casa que serveixen per allotjar al bestiar.